# Trichodorcadion
Trichodorcadion – rodzaj chrząszczy z rodziny kózkowatych i podrodziny zgrzypikowych.

## Zasięg występowania
Przedstawiciele tego rodzaju występują na Subkontynencie Indyjskim.

## Systematyka
Do Trichodorcadion należą 2 gatunki:
- Trichodorcadion dubiosum
- Trichodorcadion gardneri.